# 瓦崗縣
瓦崗縣，是四川省1956年設置的一個縣，1956年4月13日國務院全體會議第27會議決定在涼山彝族自治州的咪姑、瓦崗地區並劃入雷波縣的阿流河地區、美姑縣的溜紅打洛地區、昭覺縣的古尼拉打、麻其哈呷地區合併設置瓦崗縣，縣人民委員會駐駐咪姑，瓦崗縣實際設治於雷池鄉的雷池，1960年1月7日國務院全體會議第93次會議通過：撤銷瓦崗縣，將原瓦崗縣的行政區域分別劃歸昭覺、雷波縣。瓦崗縣的古尼拉打區劃歸昭覺縣，其餘阿流河、米姑、卡哈羅區劃歸雷波縣。